# Marylhurst, Oregon
Marylhurst, Oregon là một cộng đồng chưa hợp nhất trong Quận Clackamas, Oregon, Hoa Kỳ. Nó cách Portland 20 dặm Anh về phía nam giữa Lake Oswego và West Linn trên Xa lộ Oregon 43 gần sông Willamette. Marylhurst có Đại học Marylhurst và phòng triển lãm tranh của nó.
Một số người theo giáo phái Sisters of the Holy Names of Jesus and Mary di chuyển đến khu vực này vào năm 1908 khi họ mua 63 mẫu Anh giữa Lake Oswego và West Linn. Những người này đã đặt vùng đất thánh này là Marylhurst, có nghĩa là "Rừng của mẹ Mary". Chẳng bao lâu sau đó, họ đặt tên lại cho Cao đẳng St. Mary mà họ đã dời nó từ Portland thành Đại học Marylhurst.